# Campeonato Tailandês de Patinação Artística no Gelo
O Campeonato Tailandês de Patinação Artística no Gelo é uma competição nacional anual de patinação artística no gelo da Tailândia.
A competição determina os campeões nacionais e os representantes da Tailândia em competições internacionais como Campeonato Mundial, Campeonato Mundial Júnior, Campeonato Europeu e os Jogos Olímpicos de Inverno.

## Edições
| Ano (Edição) | Cidade sede          | Sênior               | Sênior               | Sênior               | Ref                  |
| Ano (Edição) | Cidade sede          | M                    | F                    | D                    | Ref                  |
| ------------ | -------------------- | -------------------- | -------------------- | -------------------- | -------------------- |
| 2005         |                      | •                    | •                    | •                    | [ 1 ]                |
| 2006– 2008   | Não houve competição | Não houve competição | Não houve competição | Não houve competição | Não houve competição |
| 2009         | Bangkok              | •                    | •                    | –                    | [ 2 ]                |
| 2010         | Bangkok              | •                    | •                    | –                    | [ 3 ]                |
| 2011         |                      | •                    | •                    | –                    | [ 4 ]                |
| 2012         | Não houve competição | Não houve competição | Não houve competição | Não houve competição | Não houve competição |
| 2013         | Samutprakarn         | •                    | •                    | –                    | [ 5 ] [ 6 ]          |
| 2014         | Não houve competição | Não houve competição | Não houve competição | Não houve competição | Não houve competição |
| 2015         | Bangkok              | –                    | •                    | –                    | [ 7 ]                |
| 2016         | Bangkok              | –                    | •                    | –                    | [ 8 ] [ 9 ]          |

## Lista de medalhistas

### Individual masculino
| Evento                       | Ouro                                                                 | Prata                                                                | Bronze                                                               |
| 2005 (detalhes)              | Phanyaluck Raisuksiri                                                | nenhum outro competidor                                              | nenhum outro competidor                                              |
| 2006–2008                    | Não houve competição                                                 | Não houve competição                                                 | Não houve competição                                                 |
| 2009 (detalhes)              | Jirapas Leangsakul                                                   | Romklao Sopa                                                         | Karn Luanpreda                                                       |
| 2010 (detalhes)              | Karn Luanpreda                                                       | Suchet Kongchim                                                      | nenhum outro competidor                                              |
| 2011 (detalhes)              | Suchet Kongchim                                                      | Phiriyaphol Sinthawachiwa                                            | nenhum outro competidor                                              |
| 2012                         | Não houve competição                                                 | Não houve competição                                                 | Não houve competição                                                 |
| Samutprakarn 2013 (detalhes) | Suchet Kongchim                                                      | nenhum outro competidor                                              | nenhum outro competidor                                              |
| 2014–2016                    | Não houve disputa do individual masculino; 2014 não houve competição | Não houve disputa do individual masculino; 2014 não houve competição | Não houve disputa do individual masculino; 2014 não houve competição |

### Individual feminino
| Evento                       | Ouro                           | Prata                | Bronze                         |
| 2005 (detalhes)              | Tammy Sutan                    | Charissa Tansomboon  | Miki Kominami                  |
| 2006–2008                    | Não houve competição           | Não houve competição | Não houve competição           |
| 2009 (detalhes)              | Mimi Tanasorn Chindasook       | Sandra Khopon        | Taryn Juruensen                |
| 2010 (detalhes)              | Mimi Tanasorn Chindasook       | Taryn Juruensen      | Preeyapa Klongvessa            |
| 2011 (detalhes)              | Mimi Tanasorn Chindasook       | Sandra Khopon        | Melanie Swang                  |
| 2012                         | Não houve competição           | Não houve competição | Não houve competição           |
| Samutprakarn 2013 (detalhes) | Mimi Tanasorn Chindasook       | Melanie Swang        | Thita Lamsam                   |
| 2014                         | Não houve competição           | Não houve competição | Não houve competição           |
| Bangkok 2015 (detalhes)      | Promsan Rattanadilok Na Phuket | Thita Lamsam         | nenhuma outra competidora      |
| Bangkok 2016 (detalhes)      | Thita Lamsam                   | Natalie Sangkagalo   | Promsan Rattanadilok Na Phuket |

### Dança no gelo
| Evento          | Ouro                                                       | Prata                                                      | Bronze                                                     |
| 2005 (detalhes) | Alisa Allapach Peter Kongkasem                             | nenhum outro competidor                                    | nenhum outro competidor                                    |
| 2006–2016       | Não houve competição ou não houve disputa de dança no gelo | Não houve competição ou não houve disputa de dança no gelo | Não houve competição ou não houve disputa de dança no gelo |